# Косач Михайло Петрович
Михайло Петрович Косач (псевдонім Михайло Обачний та інші; 13 (25) липня 1869, Новоград-Волинський — 16 жовтня 1903, Харків) — український вчений-фізик, метеоролог, письменник та перекладач, автор низки оповідань та наукових праць, друкованих в періодиці, засновник літературного гуртка «Плеяда», громадський діяч, старший брат Лесі Українки, Ольги Косач-Кривинюк, Оксани Косач-Шимановської, Миколи Косача та Ізидори Косач-Борисової.

## Життєпис

### Дитинство

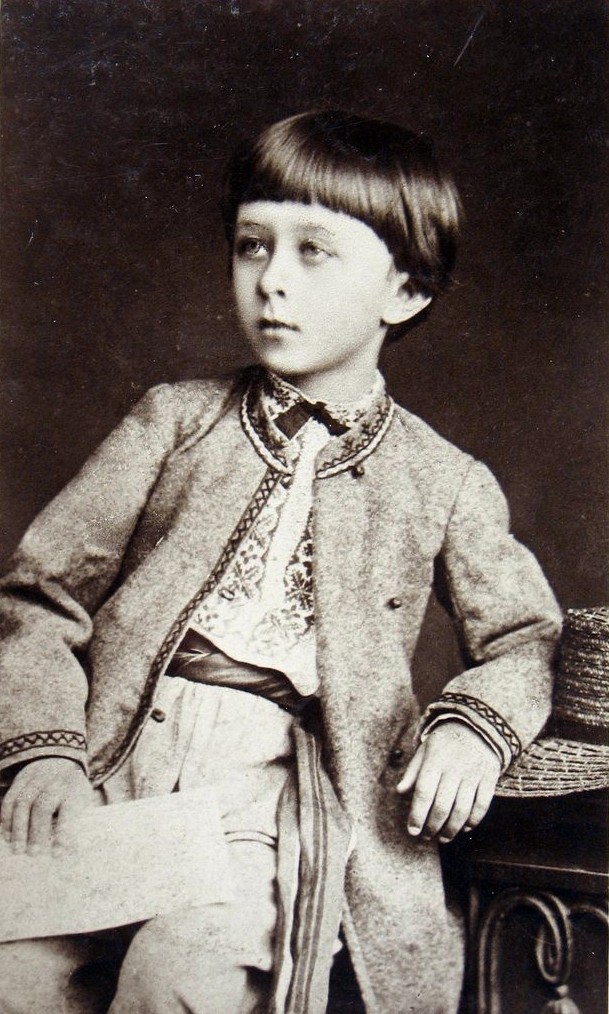
Михайло Косач. Київ, 1876—1878 роки

Народився 13 (25) липня 1869 року в місті Новограді-Волинському в родині Петра та Ольги Косачів (перша дитина), охрещений 22 липня (3 серпня) 1869 року, хрещеними батьками стали рідні дядько приват-доцент Київського університету Михайло Петрович Драгоманов і тітка дворянка Олена Антонівна Косач.
Початкову освіту Михайло здобув з материнських рук і вуст. Офіційну освіту почав з п'ятого класу Хелмської класичної гімназії, яку закінчив через чотири роки зі срібною медаллю.
| Дитячі прізвиська Михайла в родині Косачів: Кна-Кна, Мака, Мачина, Міша; колективне прізвисько (разом із сестрою Лесею): Мишелосіє. |

#### Юність

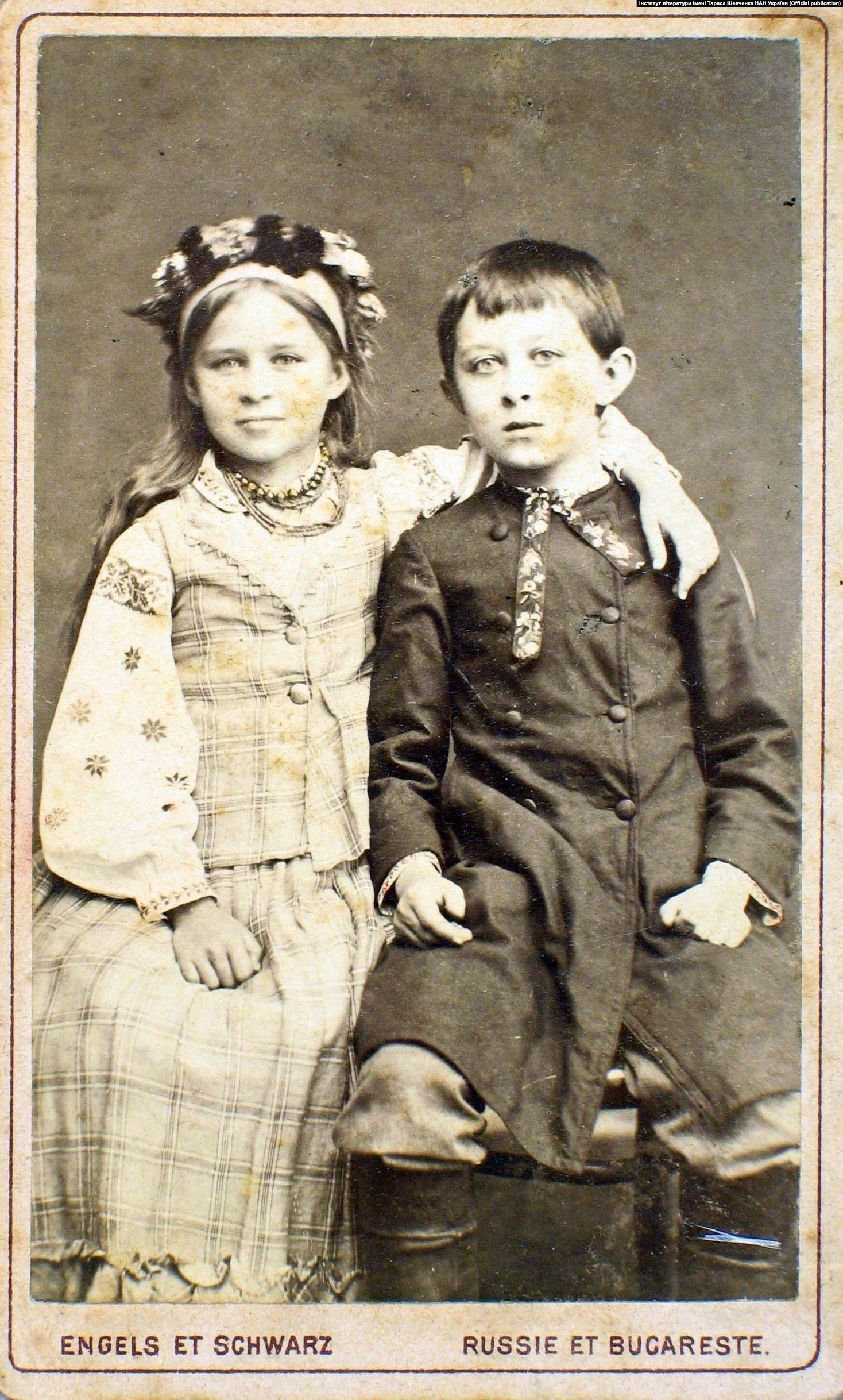
Лариса і Михайло Косачі. 1881

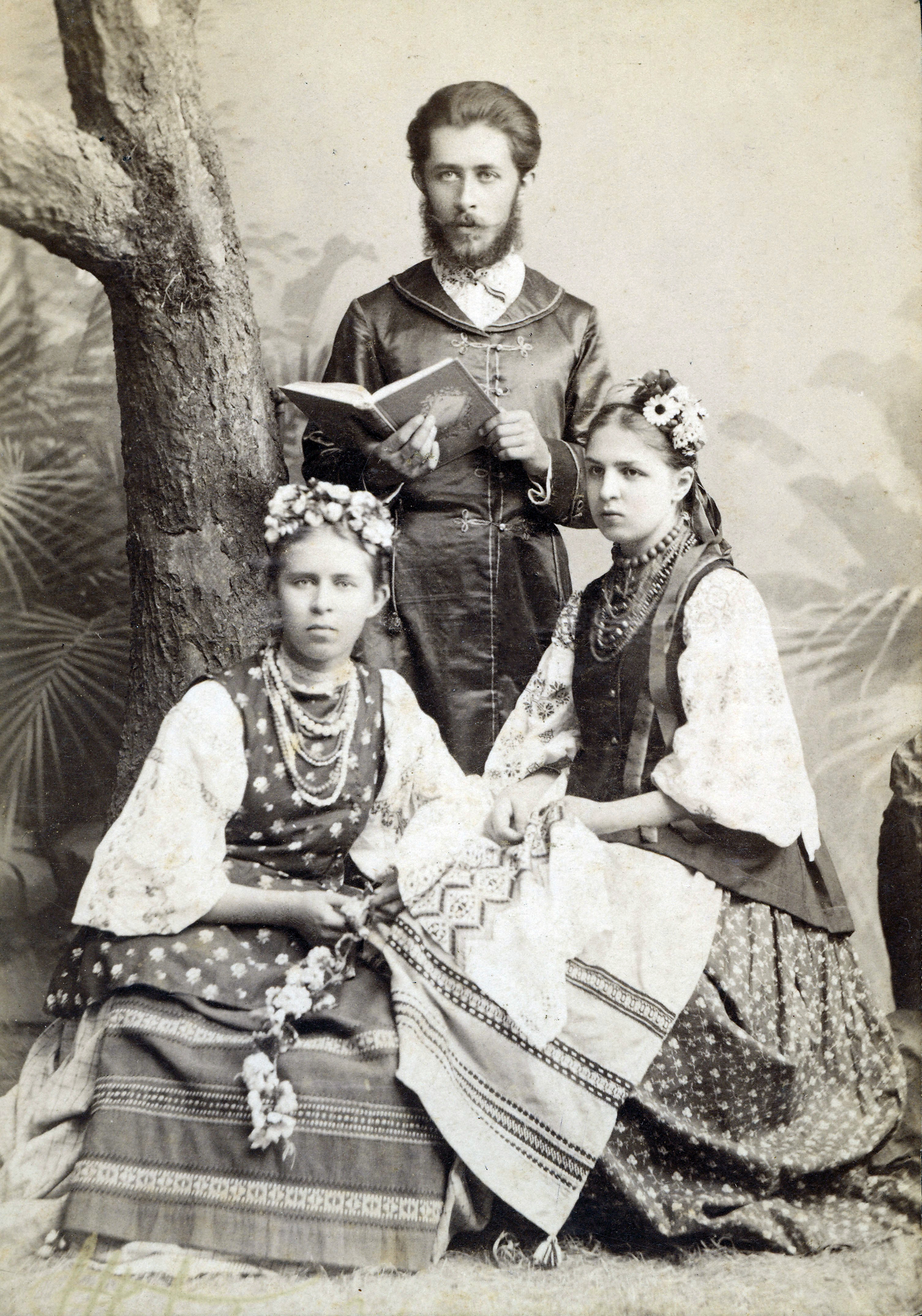
Леся Українка, Михайло Косач, Маргарита Комарова з вишитим рушником на могилу Тараса Шевченка. Одеса, серпень 1889 р.

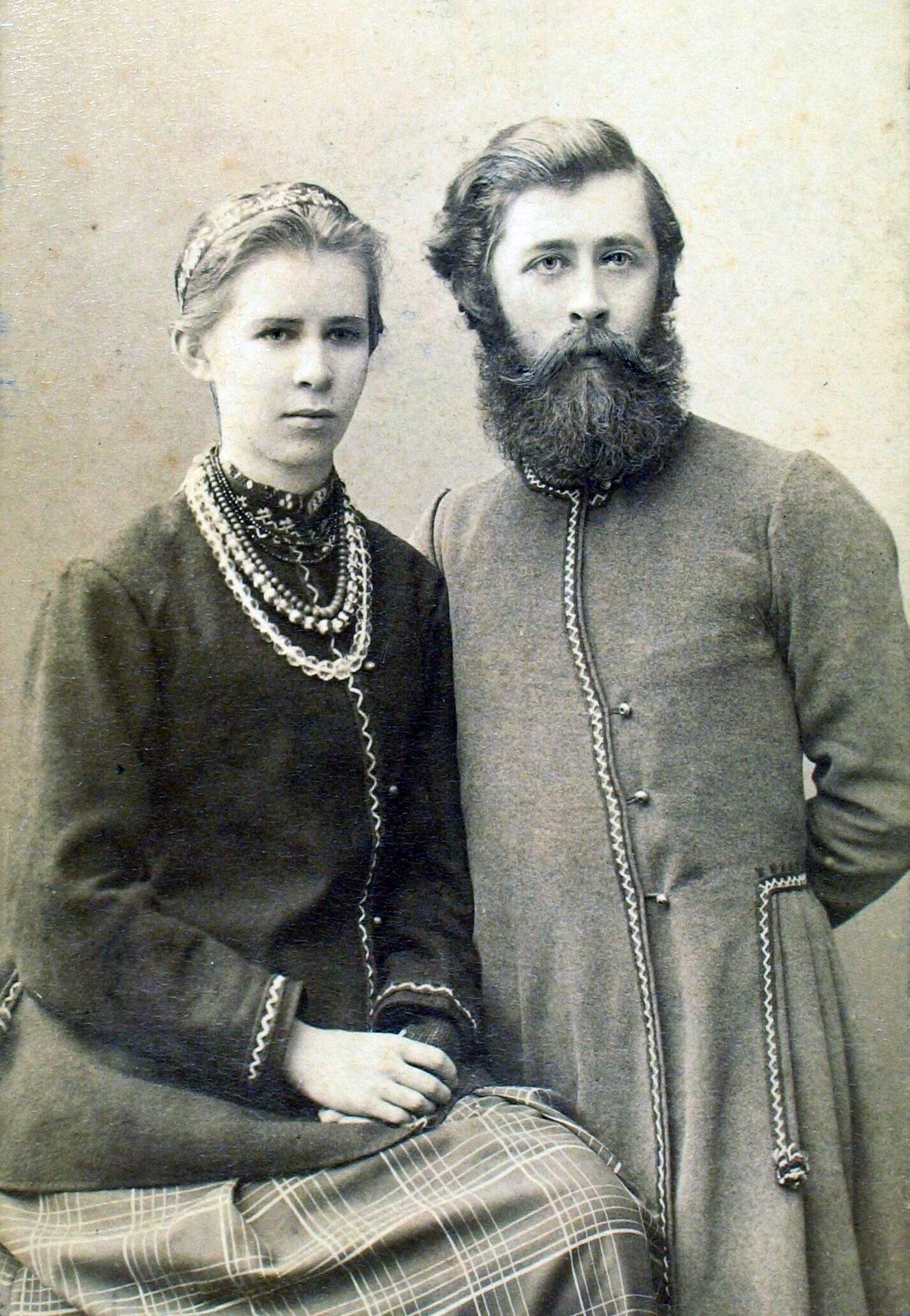
Лариса і Михайло Косачі. 1890-ті рр.

Від 1888 року Михайло — студент математичного відділу фізико-математичного факультету Київського університету. У цей же час разом із сестрою Лесею Українкою за підтримки матері Олени Пчілки засновує у Києві літературний гурток української молоді «Плеяда», головне покликання якого полягає у читанні та критиці нових творів і перекладів, створенні літератури для освіти, виданні збірок української белетристики, етнографічних та історичних нарисів. Грандіозні плани гуртка не втілились у життя, цензура 1889 р. заборонила вже підготовлені до друку збірки. Проте Михайло й надалі клопочеться комплектуванням плеядівської бібліотеки, також на його прохання Леся Українка формує список зарубіжних авторів, яких конче необхідно перекласти українською мовою, й учасники гуртка беруться за перекладацьку роботу. Михайло Косач згуртував у тогочасній Плеяді" найталановитішу молодь. Майже всі плеядівці у подальшому житті стали провідними фахівцями у різних галузях мистецтва, літератури, науки, медицини, політики. «Плеяда» підтримувала тісний зв'язок зі «Старою громадою». У середині 1893 р. гурток припинив свою діяльність.
З 1891 року Михайло Косач вже навчався у Дерптському (Тартуському) університеті. Водночас захоплювався літературою (опублікував у галицьких часописах новели під псевдонімом Михайло Обачний), а також фотографуванням і етнографією.
12 вересня 1893 року Михайло одружився з дочкою маминої близької подруги, письменницею, плеядівкою Олександрою Судовщиковою у Києво-Подольській Христорождественській церкві. На весіллі були Ольга Косач-Кривинюк, Леся Українка, за свідків з боку нареченого — Олександр Хойнацький та плеядівець і друг Орест Остроградський; від нареченої — Петро Косач та плеядівець Максим Славинський, мати Олена Пчілка шлюбу не благословила. За 5 років у ніч з 12 на 13 лютого 1898 року в подружжя народилася донька Євгенія.
1894 року Михайло успішно закінчив у Дерптському університеті математичне відділення, перевівся на фізичне і незабаром завершив освіту. Ще студентом працював асистентом фізичного кабінету, де готував і проводив досліди під керівництвом професора Б. Б. Голіцина, відомого вченого, згодом академіка, основоположника сейсмології як точної науки, винахідника сейсмографа, першого президента Міжнародної сейсмічної асоціації.
Навесні 1895 р. захистив дисертацію з фізики на тему «Актиноелектричні явища». Викладав фізику та математику в Тартуській жіночій гімназії. Мав низку технічних винаходів, брав участь у роботі української громади в Дерпті.

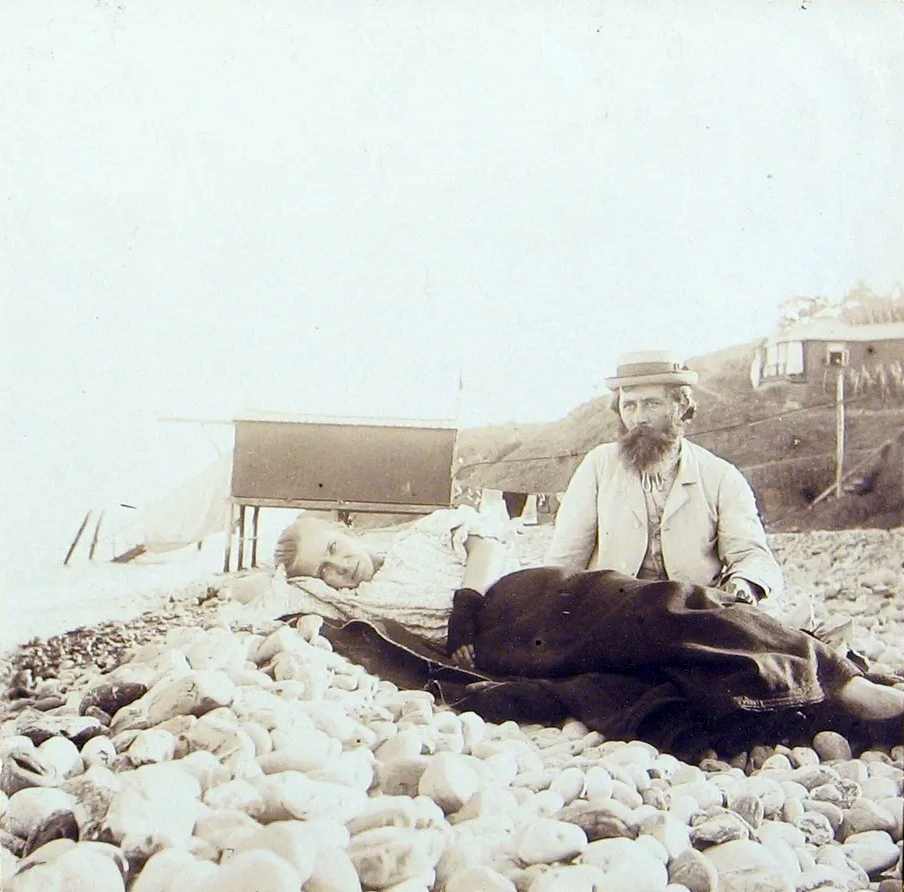
Михайло Косач з Лесею Українкою на березі моря в Криму. Фото 1897 р.

Був запрошений на Всеросійську виставку в Нижньому Новгороді (1896), де взяв участь у будівництві зразкової метеорологічної станції, на якій цілий місяць працював спостерігачем. 1897 року склав іспити на звання викладача фізики й математики в університеті, здобув ступінь магістра, магістерська дисертація «Відбивання світла в одновісному кристалічному середовищі» (захистив 1899 року).
Сфера зацікавлень Михайла Косача полягає у глибокому вивченні й дослідженні проблем метеорології, геофізики, динаміки атмосфери, походження атмосферних електричних явищ, фізики Х-променів (останнє — знайшло продовження в практичних справах його двоюрідного брата Юрія Тесленка-Приходька). Наукові праці М. Косача — у галузях фізичної оптики, метеорології, фізики електролітів. Розробляє вимірювальні метеорологічні пристрої, зокрема, неперервний інтегратор сили вітру та його енергії, електричний томограф.
У Тартуському університеті, працюючи викладачем фізики та математики, він вступив до Товариства Природознавців, на засіданні якого виголосив доповіді «Заломлення світла на межі двох одновісних кристалів» та «Спрощена форма машини Атвуда». Університетські колеги відзначали його високу лекторську майстерність.
Переклав із англійської мови монографію з метеорології Ф. Вальдо й уклав примітки до тексту (цей переклад побачив світ 1897 року в Санкт-Петербурзі).
Тартуський (Юріївський) університет відрядив М. Косача на кілька днів до Кельна для ознайомлення з газовими двигунами.
Працюючи асистентом професора О.І. Садовського університеті, брав безпосередню участь (був співавтором) в дослідах із виявлення механічної обертової дії світла на кристалічну пластинку. В передмові до своєї статті професор Садовський зазначає:
|  | У підсумку я дозволю собі подякувати асистентові кафедри фізики в Юріївському Університеті М. П. Косачу, який допомагав мені в усіх моїх експериментальних спробах виявити очікувані явища. Як зацікавлення наукою, так і зацікавлення питанням, яке я опрацьовував, змусили його затратити на цю допомогу значно більше часу, ніж це вимагалося його безпосередніми обов'язками. Фізична Лабораторія Юріївського університету. Жовтень, 1898. |

Теоретичні розрахунки майже через 40 років (1935 р.) були підтверджені американським вченим Річардом Бетом (у виконанні цих дослідів його консультував А. Ейнштейн), і отримали назву ефект Садовського.
У Дерпті Михайло Косач мешкав зі своєю дружиною, Олександрою Судовщиковою (літ. псевдонім Грицько Григоренко) за адресою: вул. Пеплерська, будинок № 5. Тут гостювали і молодші сестри — Лариса Косач (Леся Українка) та Ольга Косач. У Дерпті Ольга була наприкінці 1900 — на початку 1901 року, а роком раніше, повертаючись із Петербурга, у брата й зовиці гостювала Леся. До речі, в листі до матері з Дерпта вона згадує про «домашні» знімки маленької братової доньки Євці, яку Михайло фотографував сам.

### Зрілість та останні роки життя

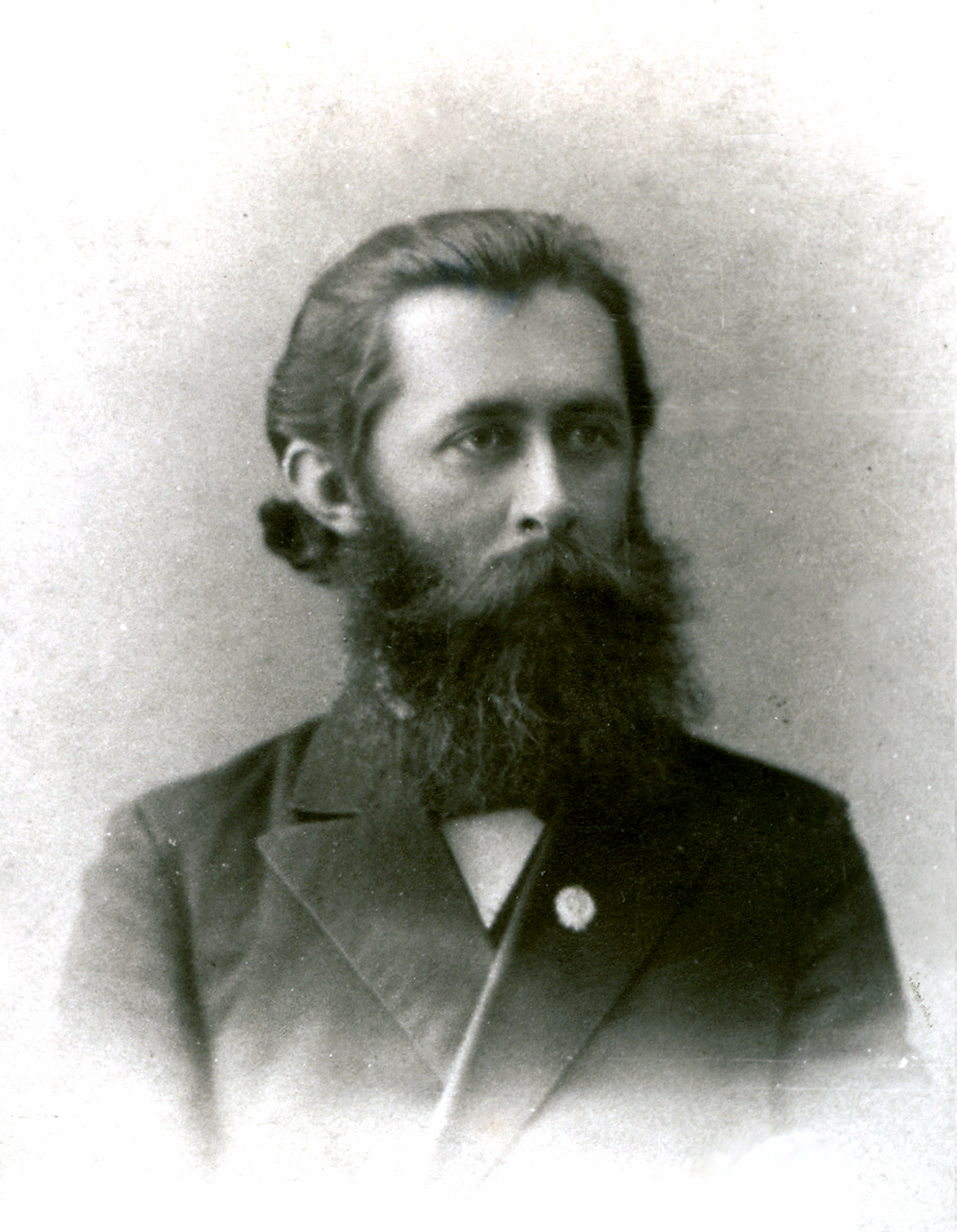
Михайло Косач, 1903 р.

З 1901 року дістав посаду приват-доцента катедри фізики і метеорології Харківського університету. Тут розквітнув його талант як організатора. Озброєний попереднім досвідом роботи й добрим науковим вишколом, відразу розпочав різнобічну діяльність, очолив катедру фізичної географії та метеорології, що була тоді в складі катедри фізики. Він стає активним членом Товариства фізико-хімічних наук при Харківському університеті, виступає на засіданнях із науковими доповідями, друкується в Працях Товариства. Публікується в міжнародному журналі «Meteorologische Zeitschrift», який видавався у Відні, завідує магнітно-метеорологічним відділом фізичної лабораторії, метеорологічною станцією університету, організовує метеослужбу на Харківщині (він фактично став її засновником на Слобожанщині), друкує огляди та статті на метеорологічну тематику в харківській сільськогосподарській газеті та журналі «Научное обозрение». Електрифікує магнітно-метеорологічну лабораторію, з ентузіазмом береться за вивчення властивостей електролітів у зовнішньому магнітному полі, планує підготувати й захистити докторську дисертацію в галузі фізики електролітів, виходячи з їхньої йонної теорії, публікує перші праці з цієї тематики. 21 травня 1902 р. у присутності 19 членів Товариства зачитав доповідь «Електроліти в магнітному полі».
Крім того, викладав загальну фізику у Ветеринарному інституті та в школі технічного товариства. Автор кількох праць із математики і фізики, зокрема: «Деякі уваги до передбачення погоди Демчинським» і «Положення осьової лінії в електричних циклонах».
До письменницько-перекладацького й наукового доробку М. Косача належить ще й етнографічна робота, посмертно видана анонімно 1905 року ярижкою «Кобзарські Думи», яку Михайло Косач впорядкував і доповнив коментарями в примітках.

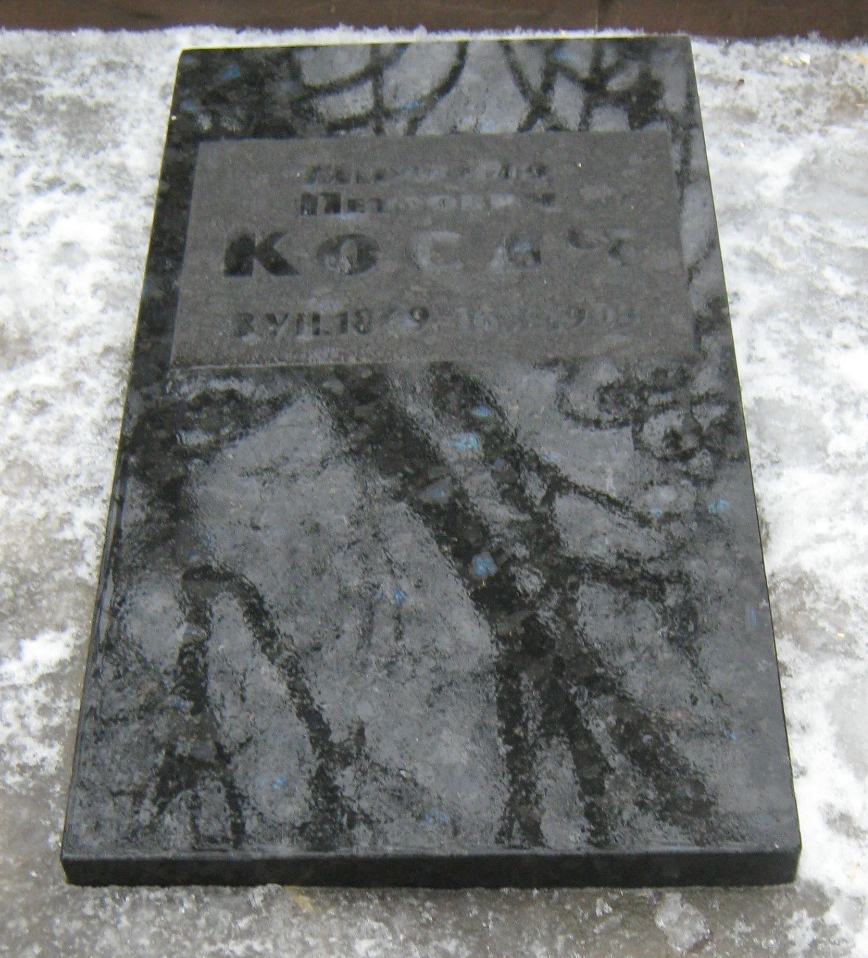
Могила Михайла Косача

Помер передчасно і несподівано 3 (16) жовтня 1903 року від шигельозу (тоді називали бактеріальною дизентерією) на 35-му році життя. Останні п'ять днів його минули в мареннях у харківській лікарні. Панахида відбулася 5 (18) жовтня в Антоніївській університетській церкві. 7 (20) жовтня 1903 року домовину з тілом спочилого урочисто везли екіпажем Алчевських на залізничний вокзал. Проводжати улюбленого викладача пішли студенти, професори Харківського університету, друзі, знайомі, соратники покійного, а також майже в повному складі студенти Ветеринарного інституту. На старому Байковому кладовищі в Києві Петро Косач купив велике місце та поставив залізну огорожу. Тут 9 (22) жовтня 1903 року під кронами високих акацій поховали Михайла Косача. Поруч із ним згодом було поховано і родину.
Про духовний світ свого брата сповідально висловилася його молодша сестра Леся Українка в листі до матері від 19 листопада 1903 р.:
|  | О так, мамочко, може, справді в моїх очах є щось Мішине, бо в моєму серці є його струни, я так само не вмію ніким ні для кого жертвувати, хіба що собою, своїм власним життям. |

## Літературна діяльність
Літературну діяльність розпочав перекладами оповідань М. Гоголя («Вечори на хуторі біля Диканьки», 1885, разом з Лесею Українкою) та В. Короленка («У великодну ніч»), Г. Сенкевича, Ф. Брет-Гарта.
Входив до літературного гуртка «Плеяда». У журналах «Зоря» та «Житє і слово» опублікував низку оповідань:
- «Різдво під Хрестом Полудневим» (1889);
- «На огнище прогресу» (Посвящую моїй матері) (1891);
- «Владарі світу», «Хмара», «Погибель світу», «Сни», «Отрок (Дума в прозі)», «Сон пана Асистента», «Метелики», «Вовкулаки», «Гість», «Що?», «Нікуди» (усі 1894–1897) та інші.

## Наукова діяльність
- «Актиноелектричні явища» (кандидатська дисертація з фізики, 1895 р.);
- «Заломлення світла на межі двох одновісних кристалів» (доповідь у Товаристві Природознаців, Тарту);
- «Спрощена форма машини Атвуда» (доповідь у Товаристві Природознаців, Тарту);
- «Відбивання світла в одновісному кристалічному середовищі» (магістерська дисертація, 1899 р., науковий керівник проф. О. Садовський);
- «Основні погляди на електрику і магнетизм у XIX столітті» (доповідь на звання доцента, 1900 р.);
- «Внутрішні й зовнішні дії струму» (доповідь);
- «Деякі уваги до передбачення погоди Демчинським» (критична стаття);
- «До теорії граду» (доповідь на XI з'їзді природознавців та лікарів, СПб.);
- «Неперервний інтегратор сили вітру та його енергії» (доповідь на XI з'їзді природознавців та лікарів, СПб.);
- «Положення осьової лінії в електричних циклонах» (стаття);
- «Електроліти в магнітному полі» (доповідь, 1902 р.)

## Аудіозаписи творів
- Михайло Косач. Аудіозапис: Різдво під Хрестом полудневім. Образок. [Архівовано 9 травня 2021 у Wayback Machine.]